# Trillian
Trillian — программа-мессенджер для Windows, macOS, Apple iOS, BlackBerry и Android, созданная компанией Cerulean Studios. Поддерживает многие распространённые протоколы обмена мгновенными сообщениями, такие как AIM, Windows Live Messenger, Yahoo! Messenger, IRC, Bonjour, Jabber и др.
Самой ранней версией мессенджера была 0.50; она распространялась бесплатно как простой IRC-клиент, однако с версии Trillian Pro 1.0 до Trillian Astra Pro 4.2 программа была условно-платной. Cerulean Studios предлагало 2 версии программы: Trillian (Astra) Free и Trillian (Astra) Pro. Версия Free являлась бесплатной, но в ней отсутствовали некоторые функции, доступные в платной версии Pro.
Начиная с версии 5 Trillian снова стал бесплатным. Однако существует возможность купить лицензию, которая позволяет обращаться в техническую поддержку, убирает рекламные баннеры и даёт возможность сохранять историю переписки в «облаке» на сервере разработчиков.
Программа получила своё название в честь Триши Макмиллиан (Триллиан) — вымышленного персонажа из юмористических научно-фантастических романов Дугласа Адамса «Автостопом по галактике».

## Особенности

### Список контактов
Trillian позволяет пользователю подключаться одновременно ко многим популярным протоколам обмена мгновенными сообщениями, не требуя при этом запуска нескольких программ. Пользователь может выбрать любой доступный протокол и включить его в меню плагинов. Все контакты находятся в одном окне и не требуют привязки к тому или иному протоколу.
В Trillian каждый протокол обозначен сферой определённого цвета. В ранних версиях программы вместо сфер были логотипы сервисов (ICQ, Yahoo!), но из-за проблем с авторским правом разработчикам пришлось их убрать.

### Службы и протоколы
- AIM
- Astra: специальный протокол доступный только для пользователей Trillian. Кроме передачи текстовых сообщений, позволяет:

1. Совершать аудио- и видеозвонки между двумя пользователями (возможность увеличения видео во весь экран доступна только в версии Pro).
2. Пересылать файлы по одному или пакетно (Pro), посредством p2p или через прокси.
3. Изменять шрифт, цвет и размер текста.
4. Рисовать прямо в окне чата (настраивается толщина пера, цвет). В окно собеседника отправляется изображение PNG/32-bit (Pro).
5. Вставлять изображения в окно чата.
6. Делать захват части экрана и отправлять собеседнику.
7. Делать захват видео с веб-камеры.
8. Вызывать собеседника кнопкой «Вызов» («Buzz»; на стороне собеседника окно чата начинает трястись как будильник).

- Bonjour (ранее известен как Rendezvous)
- Google Talk
- IRC
- Jabber
- schuelerVZ / VZ
- Windows Live Messenger
- Yahoo! Messenger
- Facebook
- Foursquare
- LinkedIn
- MySpace
- Twitter: плагин позволяет читать подписки и писать в свой микроблог Twitter.
- POP3, IMAP, Gmail, Yahoo! Mail, Windows Live Hotmail, AIM Mail: управление почтой.

В версии 3 также были доступны:
- Microsoft Exchange
- Lotus Sametime[9]
- Novell GroupWise[10]
- Xfire

Долгое время, до версии 5.5, был так же доступен протокол Skype, но в связи с решением Skype о закрытии доступа третьих лиц к их протоколу, его убрали.
ICQ не доступен с 1 апреля 2019 года.
Если для связи с одним человеком надо использовать разные типы соединений, их можно убрать в метаконтакт. Таким образом, протоколы для данного человека будут объединены в одну группу.

### Аудио- и видеочаты
В Trillian есть возможность подключения микрофона и веб-камеры для аудио- и видеочатов таких сервисов как Yahoo!, Skype, MSN и др. Также можно настроить качество вещания.

### «Путешествие во времени»
Функция «Путешествие во времени» позволяет записывать аудио- и видеосессии.

### Медиавставки
Медиавставки (Emotiblips) являются эквивалентом смайлов, но доступны только для аудио- и видеочатов. У пользователя есть возможность во время вещания вставить в своё сообщение медиафайлы в MP3-, WMV-, WAV- и MPG-форматах для демонстрации их собеседнику в режиме реального времени.

### История действий
Trillian поддерживают возможность записи Истории разговоров и действий пользователя. Запись ведётся в отдельный для каждого контакта XML-файл. В программу также встроен менеджер управления историей. Он позволяет настроить вид отображения отчётов, добавлять закладки и сноски.

### Передача файлов
В Trillian есть возможность передачи файлов собеседнику. Пользователь может настроить пути сохранения файлов, вид передачи и выбрать в Свойствах свой антивирус для автоматической проверки передаваемых и получаемых файлов. Также присутствует функция архивации группы файлов при отправке.

### Внешний вид и плагины
Как и в большинстве современных программ, в Trillian есть возможность изменения внешнего вида. Оформление в мессенджере основано на движке SkinXML, написанном специально для Trillian. SkinXML имеет синтаксис языка XML и предлагает дизайнерам полную свободу при изменении внешнего вида. Многие шаблоны сделаны непосредственно разработчиками, но существуют и любительские варианты; их можно скачать на сайтах авторов.
Кроме того, для Trillian существует большое количество плагинов — официальных и любительских. Они позволяют встроить в мессенджер возможности сторонних приложений. Например, RSS-агрегатор, медиапроигрыватель, браузер, мониторинг и др. Среди самых популярных можно выделить: Good News, My Mail, You’ve Got Gmail!, PerfStats.

## Trillian Astra (Trillian 4)
Более чем через год после релиза Trillian 3.1 в блоге Cerulean Studios появилась запись о новом проекте компании под рабочим названием Trillian Astra. Было заявлено, что новая версия будет во много раз быстрее и удобнее предыдущих релизов. Для проекта зарегистрировали собственный домен: www.trillianastra.com, на котором, впрочем, сначала показали только логотип и синий фон.
21 ноября 2006 года Cerulean Studios открыли превью-сайт, на котором можно было прочитать об их новой разработке. В первый же день, по статистике известного сайта Digg, ссылка стала пользоваться большой популярностью.
Версия 4 имела огромное количество улучшений и нововведений по сравнению со своими предшественниками:
- Взаимодействия сетей: расширена поддержка передачи данных, добавлена поддержка новых IM-сетей, поддержка сообщений о статусе пользователя, технология IMCore, работающая на Windows, Linux и Mac OS X.
- Мобильность: показ статуса в режиме реального времени, поддержка телефонов iPhone, онлайн-профиль на сайте Astra.
- Профиль: улучшены безопасность и управление профилем, скачиваемый список контактов, социальные виджеты, строгая кодировка данных.
- Список контактов: изменяемый вид, быстрое редактирование профиля и смена аватары по системе «Drag-and-drop»; упрощён поиск.
- Окно сообщения: быстрая и простая публикация изображений, режим ручного написания сообщений, RSS, Buzz (функция заставляет окно собеседника дрожать на экране, как будильник).
- Шаблоны (скины): смена шаблонов, темы и цвета без перезагрузки программы, настройка прозрачности.
- Производительность: снижено время, необходимое для смены шаблона, увеличена скорость работы, снижено количество требуемой памяти.

### Новые плагины в Astra
- Bonjour (бывший Rendezvous) — общение внутри локальной сети (совместим с iChat).
- Facebook — взаимодействие с социальной сетью Facebook (чат, личные сообщения, обновления).
- MySpace — работа с социальной сетью MySpace.
- Twitter — управление микроблогами Twitter.
- Astra — собственный протокол

### Внешний вид
Был написан новый движок, который позволял более гибко менять оформление. Теперь при смене оформления не требовался перезапуск программы.

### Виджеты
В версии Pro была возможность подключения виджетов (небольших — обычно Flash-приложений, расширяющих функциональность клиента).
Важные события, связанные с разработкой Astra:
- 1 декабря 2006 года: Cerulean Studios создала сообщество, которое занимается переводами Trillian на различные языки.
- 5 января 2007 года: Cerulean Studios запустила веб-сайт для Astra. С этого момента все обновления производятся с него.
- 6 июля 2007 года: Cerulean Studios анонсировала в своём блоге интерфейс Astra для работы на iPhone.
- 5 октября 2007 года: Cerulean Studios анонсировала Trillian Astra для Mac OS X. Версия для новой платформы отличается от версии для Windows спецификой интерфейса. Позже разработчиками было заявлено, что после финального релиза Trillian Astra возможно портирование мессенджера на ОС Linux.
- 14 августа 2009 года: выпуск финальной версии.

## Trillian 5
Новая версия поддерживает родной интерфейс Windows 7 и полную синхронизацию между разными платформами. Кроме того, были унаследованы все улучшения из 4 версии и добавлены плагины:
- Foursquare — работа со встроенной поддержкой GPS в Windows 7
- LinkedIn — взаимодействие с социальной сетью для поиска и установления деловых контактов
- VZ — чат в немецких социальных сетях studiVZ, meinVZ, chuelerVZ

## Trillian дляiPhone
Trillian для iPhone (Apple iOS) доступен в AppStore бесплатно. Поддерживает те же протоколы, что и версия для ПК (за исключением Twitter, IRC, и электронной почты). В последней версии доступны Push-сообщения, многозадачность, сеанс ожидания до 24 часов, вставка изображений в тело сообщения (Astra).

### История версий
- 6 июля 2007 года: анонс приложения
- 3 августа 2007 года: выход альфа-версии
- 18 ноября 2009 года: выход финальной версии 1.0
- 29 марта 2010 года: выход версии 1.1
- 26 апреля 2010 года: выход версии 1.2
- 8 июля 2010 года: выход версии 1.3
- 28 августа 2012 года: выход версии 2.0

## Trillian дляBlackBerry
Приложение для смартфонов BlackBerry позволяет работать с сервисами Facebook, Windows Live, Yahoo!, AIM, Google Talk, Jabber/XMPP и MySpaceIM. Имеет два вида оформления: чёрное и белое. Возможна смена аватаров и статусов, синхронизация, управление списком контактов, отправка медиафайлов. Поддерживает BIS, BES, WiFi и прямые TCP-соединения. Бета-версия приложения доступна на официальном сайте.

## Trillian дляAndroid
В компанию поступало множество просьб о разработке приложения для ОС Android. 8 июля 2010 года Cerulean Studios анонсировали Trillian на Android.

## Trillian for Web
2 июля 2009 года в бета-режиме заработал онлайн-сервис «Trillian for Web». Он построен по технологии Flash и позволяет пользоваться услугами Trillian Astra прямо из браузера, не устанавливая программу на компьютер. Для подключения к сервису необходимо иметь учётную запись на серверах Astra.

## История версий
- 1 июля 2000 года: Состоялся релиз версии 0.50
- 11 августа 2000 года: Версия 0.52
- 29 ноября 2000 года: Версия 0.60
- 23 декабря 2000 года: Версия 0.61
- 28 января 2001 года: Версия 0.62
- 23 марта 2001 года: Версия 0.63
- 4 июня 2001 года: Версия 0.635
- 20 июня 2001 года: Версия 0.6351
- 5 декабря 2001 года: Версия 0.70
- 18 декабря 2001 года: Версия 0.71
- 20 февраля 2002 года: Версия 0.72
- 7 июня 2002 года: Версия 0.73
- 9 сентября 2002 года: Версия 0.74 и Trillian Pro версия 1.0
- 9 сентября 2003 года: Trillian Pro версия 2.0
- 17 декабря 2004 года: Trillian Basic и Pro версии 3.0
- 24 февраля 2005 года: Trillian Basic и Pro версии 3.1
- 5 января 2007 года: Trillian Astra Alpha Build 24 и Trillian Astra для Web Alpha 1[16]
- 3 августа 2007 года: Trillian Astra для iPhone Alpha и Trillian Astra для Web Alpha 2
- 5 октября 2007 года: Релиз Trillian Astra Mac Alpha Build 1
- 31 октября 2008 года: Релиз Trillian Astra Beta Build 88
- 3 июля 2009 года: Trillian for Web Beta
- 14 августа 2009 года: Trillian Astra Final Launch
- 1 июля 2010 года: Анонсирован Trillian 5[17]
- 3 августа 2010 года: Первая публичная версия Trillian 5[18]
- 6 мая 2011 года: Финальная версия Trillian 5